# マッチングッド
マッチングッド株式会社（英: Matchingood Co .,Ltd.）は、東京都港区にあった人材会社向け業務支援システムの開発・販売会社。2019年に株式会社ブレイン・ラボと合併。

## 概要
人材紹介会社ムービンストラテジックキャリアで働いていた齋藤康輔が、人材会社向け業務支援システムを開発し、販売を開始。公共機関や民間の人材会社に導入実績をもつ。

## 沿革
- 2007年 マッチングッド株式会社設立
- 2009年 中央区銀座に本社を移転
- 2016年 港区西新橋に本社を移転
- 2019年 株式会社じげんに株式譲渡
- 2019年 港区虎ノ門に本社を移転
- 2019年 株式会社ブレイン・ラボと合併